# Ossian Håkansson
Nils Harald Ossian Håkansson (pseudonym Håkan Röde) född 23 oktober 1882 i Nässjö församling, Jönköpings län, död 5 augusti 1928 i Sunne församling, Värmlands län, var en svensk skriftställare.

## Biografi
Håkansson genomgick Växjö gymnasium med avbröt studierna före studentexamen och blev i stället målare. Han var aktiv i den socialdemokratiska ungdomsrörelsen 1905–1909 innan han emigrerade till Förenta staterna. Han återvände till Sverige 1912 och började studera kulturhistoria och fackföreningshistoria. År 1919–1925 hade han en anställning som arkivarie vid Folkets Dagblad och därefter flyttade han till Gyllebo gård i Värmland.
Politisk tillhörde Håkansson den riktning inom arbetarrörelsen som kom att bilda Sveriges socialdemokratiska vänsterparti 1917. Han följde vid partisprängningen 1924 med Zeth Höglund och var en tid anställd vid det nya partiets tidning Den Nya Politiken.
Håkansson var en av initiativtagarna till Arbetarnas kulturhistoriska sällskap som bildades 1926 och han var styrelseledamot där fram till sin död.
Han gifte sig 1913 med Anna Gunilla Håkansson.

### Författarskap
Han skrev tre betydande fackföreningshistoriker och ett antal kulturhistoriska verk. Han var även verksam som översättare av framför allt engelsk och amerikansk social litteratur.
Han utgav ett antal pjäser och sina samlade dikter 1909. Poesin bedöms av kritiker som habil och formellt oklanderlig, men han ansågs inte vara någon betydande diktarbegåvning.